# داگوبرت دوم
داگوبرت دوم یا داگوبرت قدیس (زادهٔ پیرامون ۶۵۰ – درگذشتهٔ ۲۳ دسامبر ۶۷۹؛ روز جشن: ۲۳ دسامبر) پادشاه فرانک‌تبار اوسترازیا از دودمان مروونژی بود.

## زندگینامه
داگوبرت پسر و جانشین قانونی زیگبرت سوم، پادشاه اوسترازیا بود که پس از مرگ پدرش در سال ۶۵۶ میلادی، توسط گریمولد کارولنژیایی، شهردار کاخ اوسترازیا، پس از تراشیده‌شدن موهایش به صومعه‌ای در ایرلند فرستاده‌شد. گریمولد که در این زمان از قدرت و ثروت بسیاری برخوردار بود و فرصت را برای تغییر خاندان حاکم مناسب می‌دید توانست پسر خودش شیلدبرت را که پیش از تولد داگوبرت از سوی زیگبرت، به فرزندخواندگی پذیرفته‌شده بود را برای مدتی بر تخت پادشاهی اوسترازیا نشاند.
با وجود این اشراف اوسترازیایی که پادشاه جدید را دارای خون سلطنتی نمی‌دانستند به‌شدت به این موضوع واکنش نشان‌داده و شیلدبرت و گریمولد را دستگیر و به کلوویس دوم، پادشاه نوستریا تحویل دادند. کلوویس نیز فرمان مرگ آنان را در همان سال صادر نمود.
در سال ۶۶۲ کلوتار سوم، پادشاه نوستریا و عموزادهٔ داگوبرت، تاج و تخت اوسترازیا را به برادر کوچکترش شیلدریک دوم سپرد. با کشته‌شدن شیلدریک در سال ۶۷۵، جستجو برای یافتن داگوبرت و بازگرداندن او به پادشاهی آغاز گردید تا آنکه سرانجام با کمک ویلفرید، اسقف یورک او را یافته و داگوبرت در سال ۶۷۶ میلادی به‌عنوان پادشاه جدید اوسترازیا بر تخت شاهی نشست. با وجود این دوران حکومت داگوبرت دوم تنها سه سال بود و او در ۲۳ دسامبر ۶۷۹ در نزدیکی ستونه در لورن (در فرانسه امروزی) به‌قتل رسید. با مرگ او تمامی سرزمین‌های فرانک‌ها به‌طور اسمی یکپارچه شد و زیر فرمان تئودریک سوم درآمد.